# Przędzel
Przędzel – wieś w Polsce położona w województwie podkarpackim, w powiecie niżańskim, w gminie Rudnik nad Sanem. Wieś leży w dolinie Sanu nad rzeczką Stróżanka przy drodze krajowej nr 77 pomiędzy Rudnikiem (odległość drogowa 6 km) i Niskiem (7 km).
Miejscowość jest siedzibą rzymskokatolickiej parafii MB Bolesnej należącej do dekanatu Rudnik nad Sanem, w diecezji sandomierskiej.
W latach 1975–1998 miejscowość administracyjnie należała do województwa tarnobrzeskiego.

## Części wsi
| SIMC    | Nazwa        | Rodzaj     |
| ------- | ------------ | ---------- |
| 0805577 | Błonie       | część wsi  |
| 0805620 | Borowina     | przysiółek |
| 0805637 | Kolonia      | przysiółek |
| 0805583 | Małki        | część wsi  |
| 0805590 | Nowe Osiedle | część wsi  |
| 1042963 | Spalona Buda | przysiółek |
| 0805608 | Zagumnie     | część wsi  |
| 0805614 | Zastawie     | część wsi  |

## Historia
Wieś powstała zapewne dopiero w XV w., i została zaludniona przez osadników mazowieckich i niemieckich. Pierwszą wzmiankę historyczną o Przędzelu podał Jan Długosz w „Liber Beneficjorum” (T.II, 363-364): „Wieś należąca do parafii Racławice. Jej dziedzicem jest Filip Bolochwyecz i jego synowiec herbu Nałęcz”. W 1629 roku właścicielem wsi w powiecie sandomierskim województwa sandomierskiego był Piotr Aleksander Tarło.
W 1832 roku osada Przędzel przynależała do dominium ulanowskiego („Państwa Ulanów”). Do połowy XIX wieku przez wieś przebiegał „Trakt Leżajski”. W 1883 powstała Ochotnicza Straż Pożarna w Przędzelu. W 1890 r. wybudowano we wsi budynek szkolny. W czasie I wojny światowej wieś spłonęła prawie doszczętnie, ocalało tylko kilka domów. W latach 1954–72 funkcjonowała gromada Przędzel.